# Università di Tunisi
L'Università di Tunisi (in arabo جامعة تونس‎?; in francese: Université de Tunis) è un'università pubblica tunisina.

## Storia
Fu fondata nel 1960 in sostituzione delle scuole esistenti.